# 欧亚铁角蕨
欧亚铁角蕨（学名：Asplenium viride），为铁角蕨科铁角蕨属下的一个植物种。